# Rastatt
Rastatt (pronunciación en alemán: /ˈʁaʃtat/ⓘ) es una ciudad alemana del distrito de Rastatt, en el estado de Baden-Wurttemberg. Se sitúa a orillas del río Murg, 6 km antes de su confluencia con el Rin, y cuenta con una población aproximada de 47 500 habitantes (2010).

## Historia
Hasta el final del siglo XVII, Rastatt no tenía apenas influencia política. Sin embargo, tras su destrucción por los franceses en 1689 durante la guerra de los Nueve Años, fue reconstruida a mayor escala por el margrave Luis Guillermo de Baden-Baden, general imperial en la guerra austro-turca al que se conocía popularmente como Türkenlouis (Luis el turco).
Fue la residencia de los margraves de Baden hasta 1771. La revolución de Baden en 1849 se inició en mayo de ese año con un motín de soldados bajo el mando de Ludwik Mieroslawski y Gustav Struve, finalizando pocas semanas después con la conquista de la ciudad por los prusianos. Durante algunos años, Rastatt fue una de las más sólidas fortalezas del Imperio alemán, pero sus fortificaciones fueron desmanteladas en 1890.
Fue la sede del Primer y Segundo congreso de Rastatt, que dieron lugar al Tratado de Rastatt.
Rastatt ha sido la primera localidad alemana en registrar el mosquito tigre (Aedes albopictus), vector de la artritis epidémica chikunguña y el dengue, tal y como se ha documentado en septiembre de 2007.

## Atracciones locales

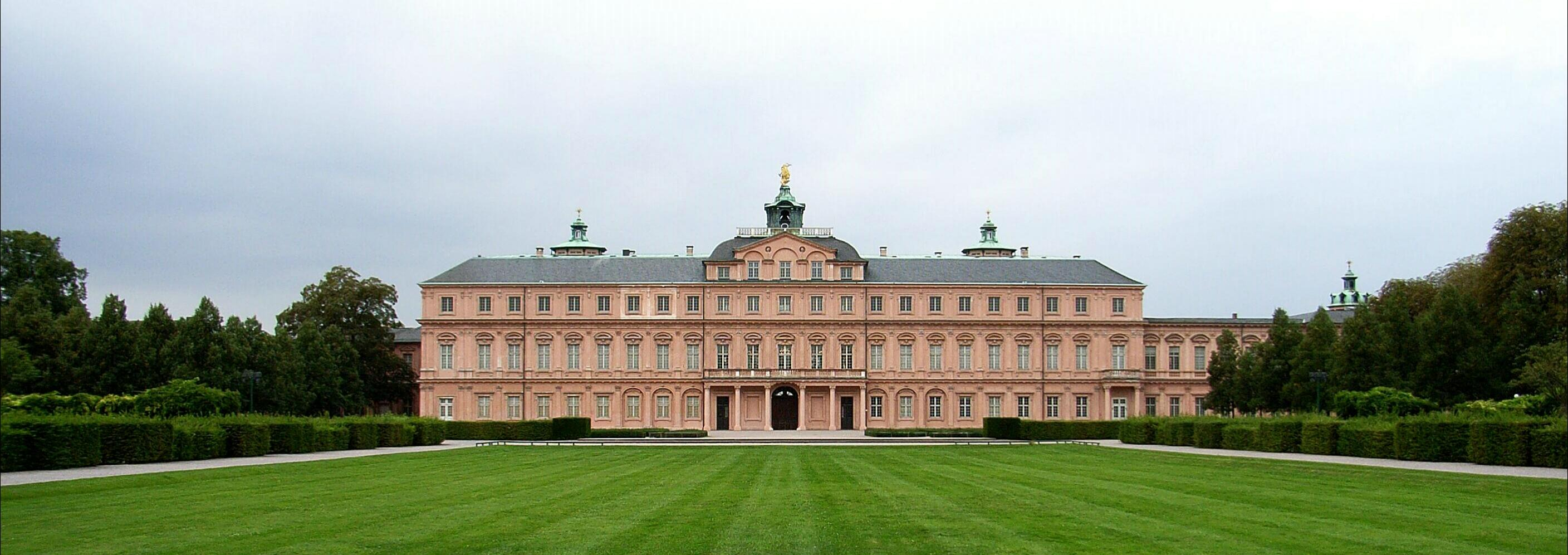
Palacio de Rastatt

Rastatt y sus proximidades acogen una variedad de edificios históricos, como el Palacio de Rastatt y el Schloss Favorite mandado construir por Francisca Sibila Augusta de Sajonia-Lauemburgo.
También se encuentra una de las fábricas de Mercedes Benz.

## Ciudades hermanadas
Rastatt está hermanada con:
- Fano (Italia)
- Guarapuava (Brasil)
- Woking (Reino Unido)[3]
- New Britain (Estados Unidos)
- Almería (España)

## Galería

Rastatt
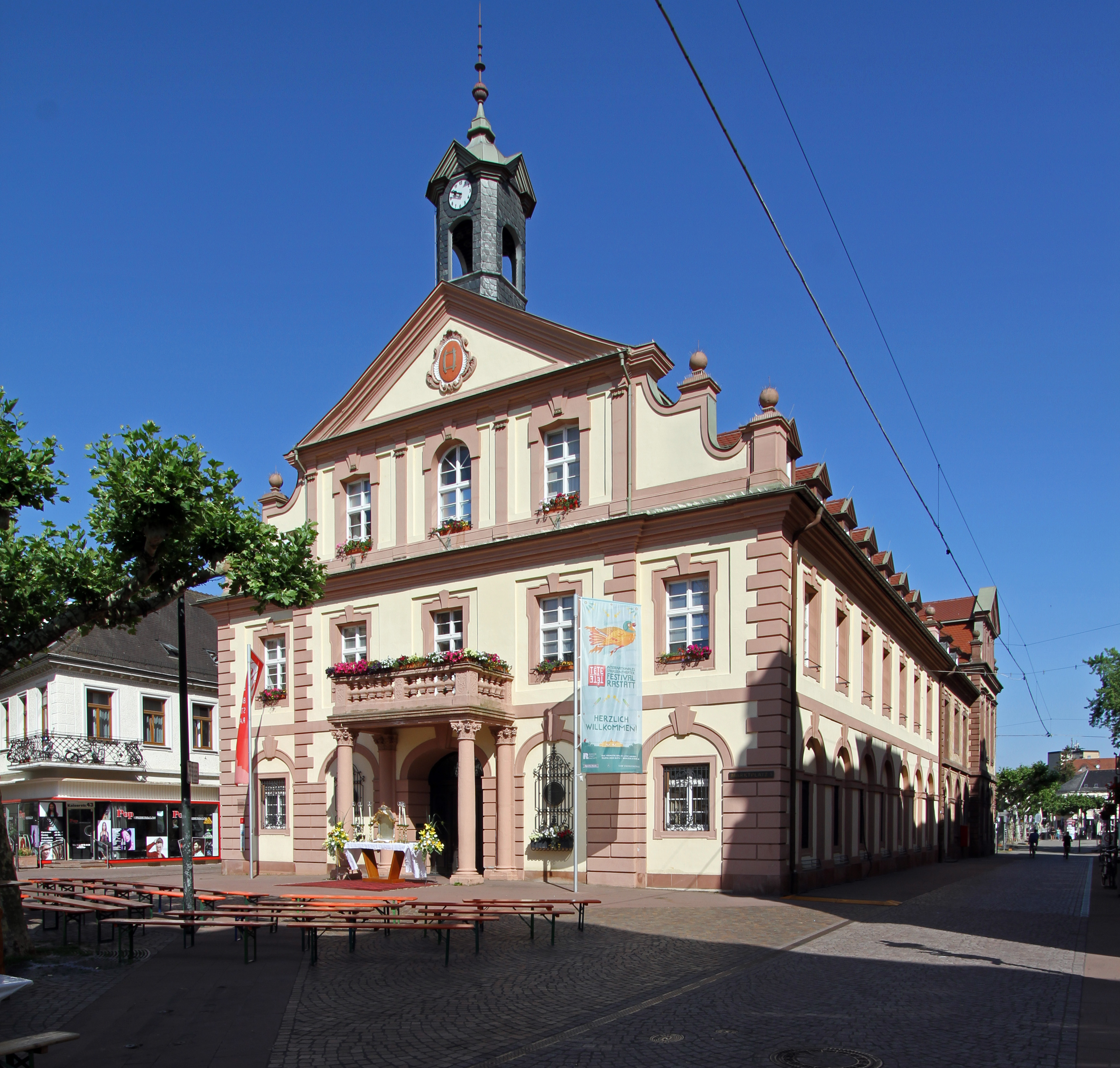
Ayuntamiento
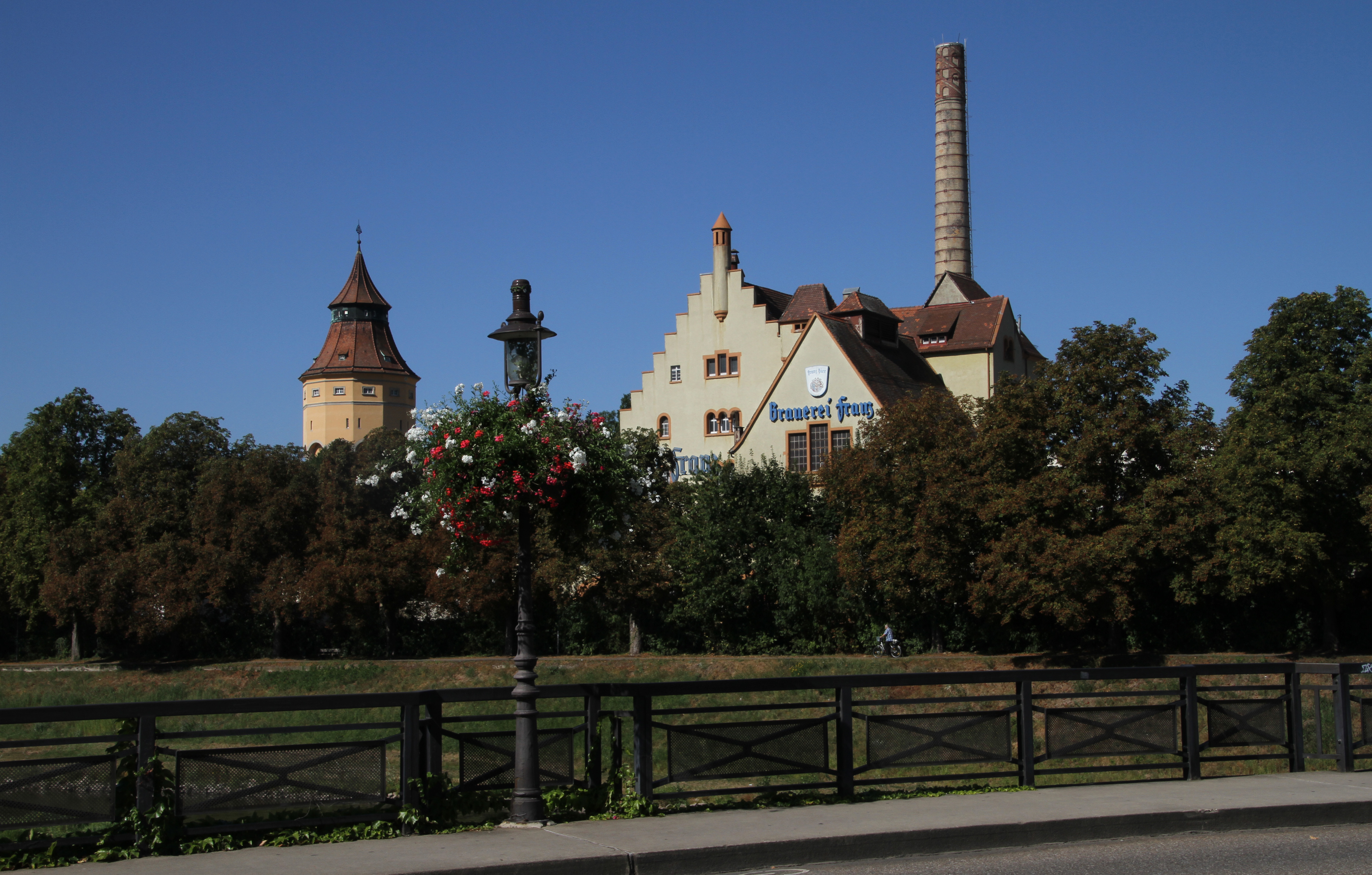
Fábrica de cerveza
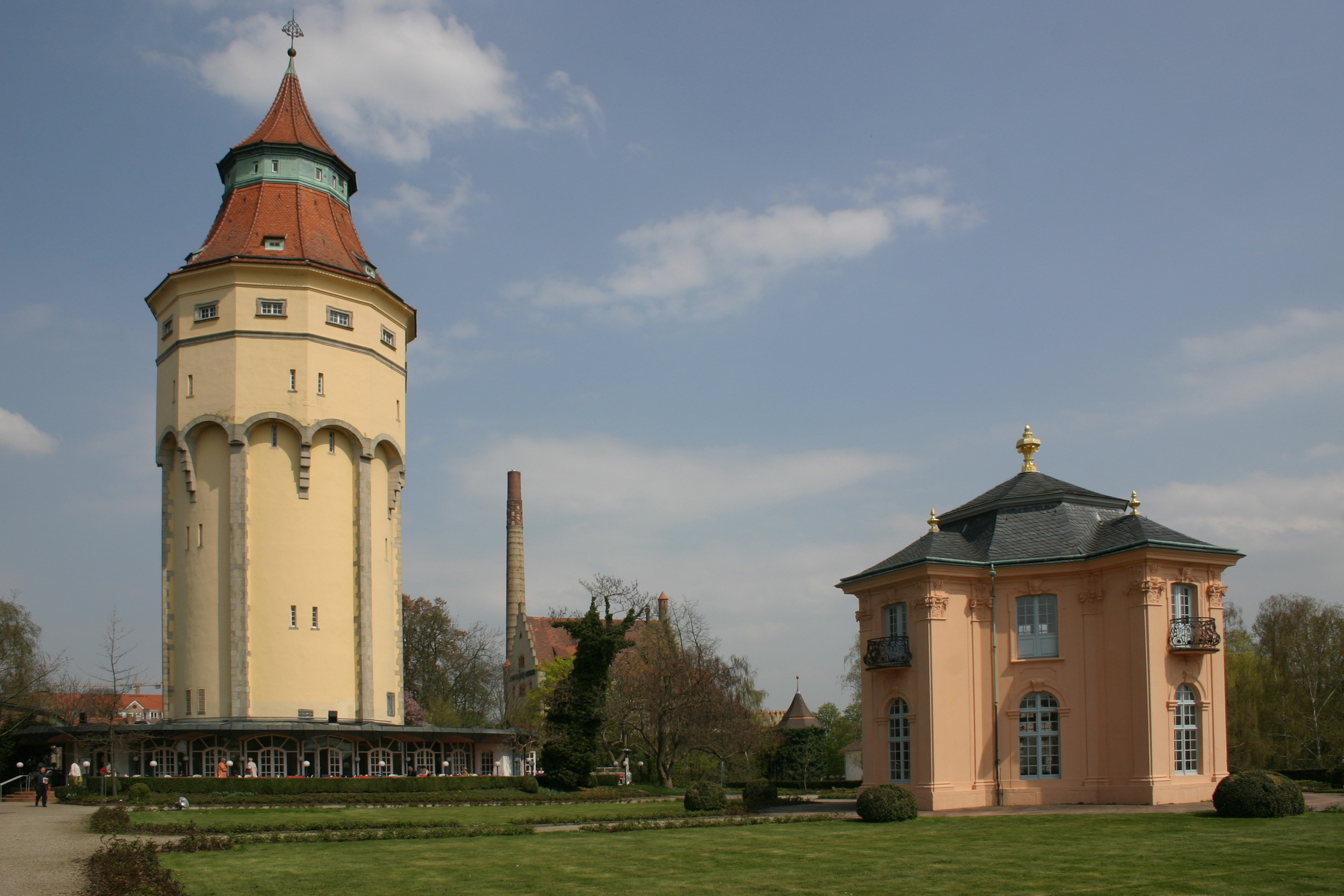
Pagodenburg y torre de agua
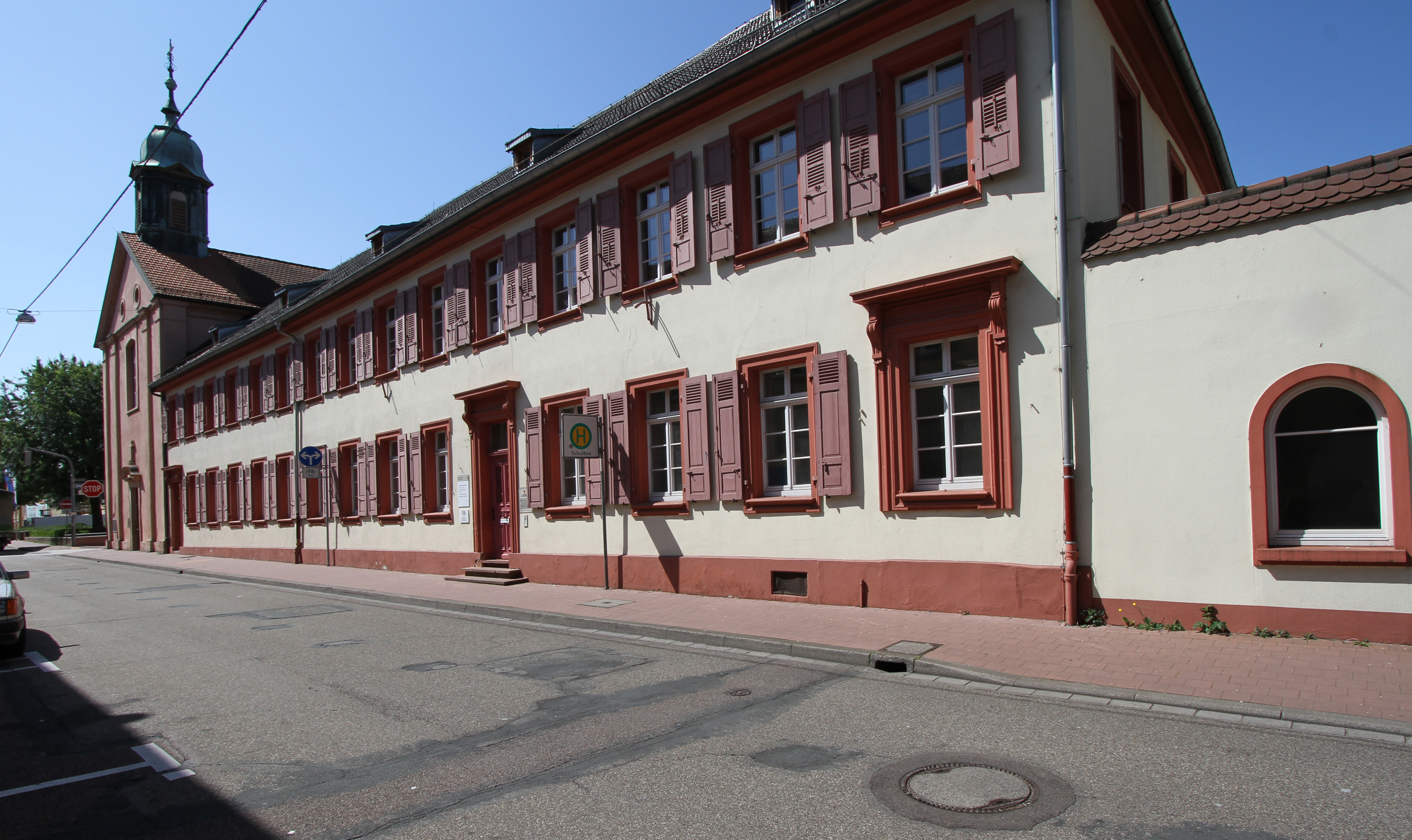
Antiguo monasterio franciscano
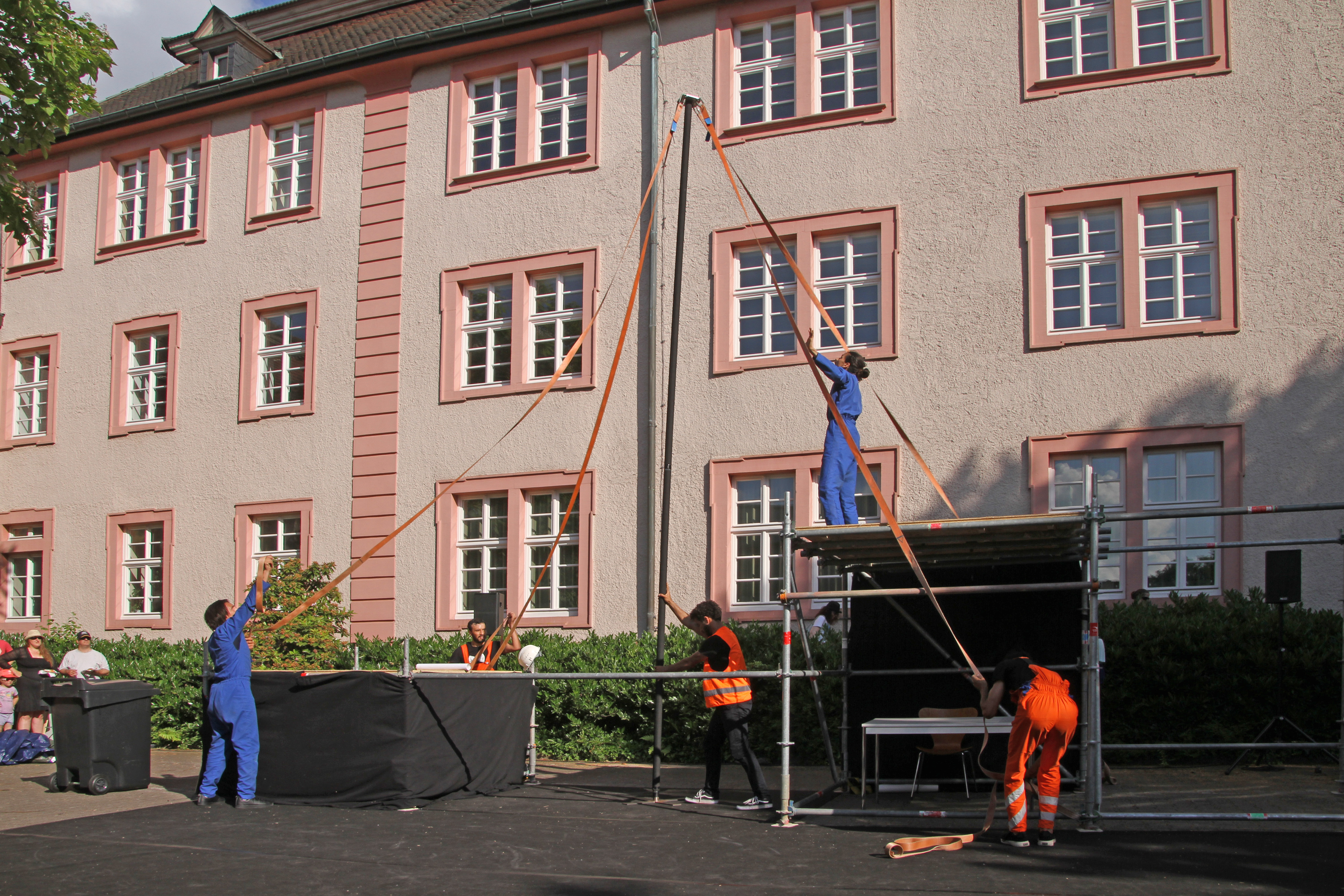
Ludwig-Wilhelm scuola
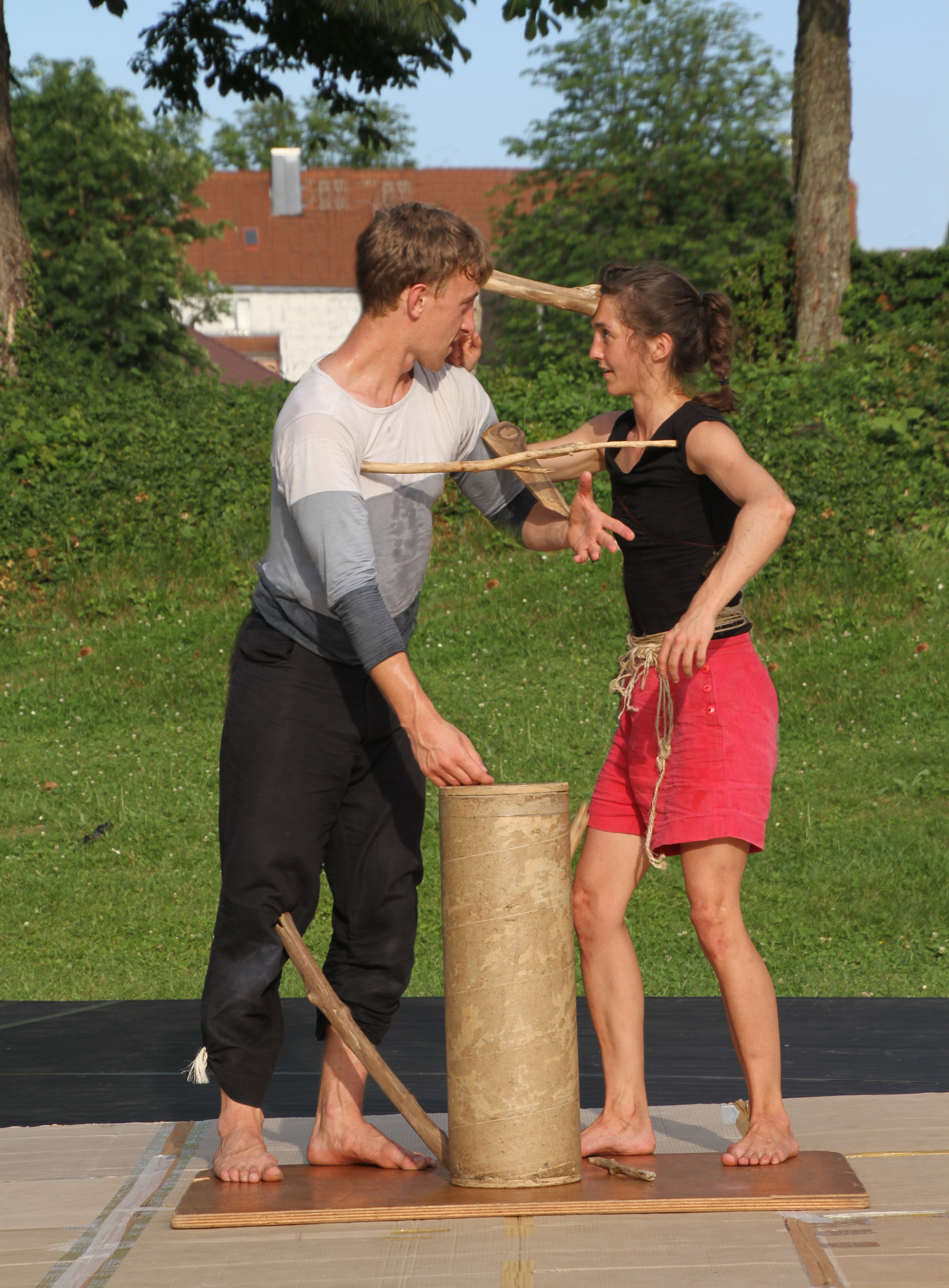
Festival de teatro de calle
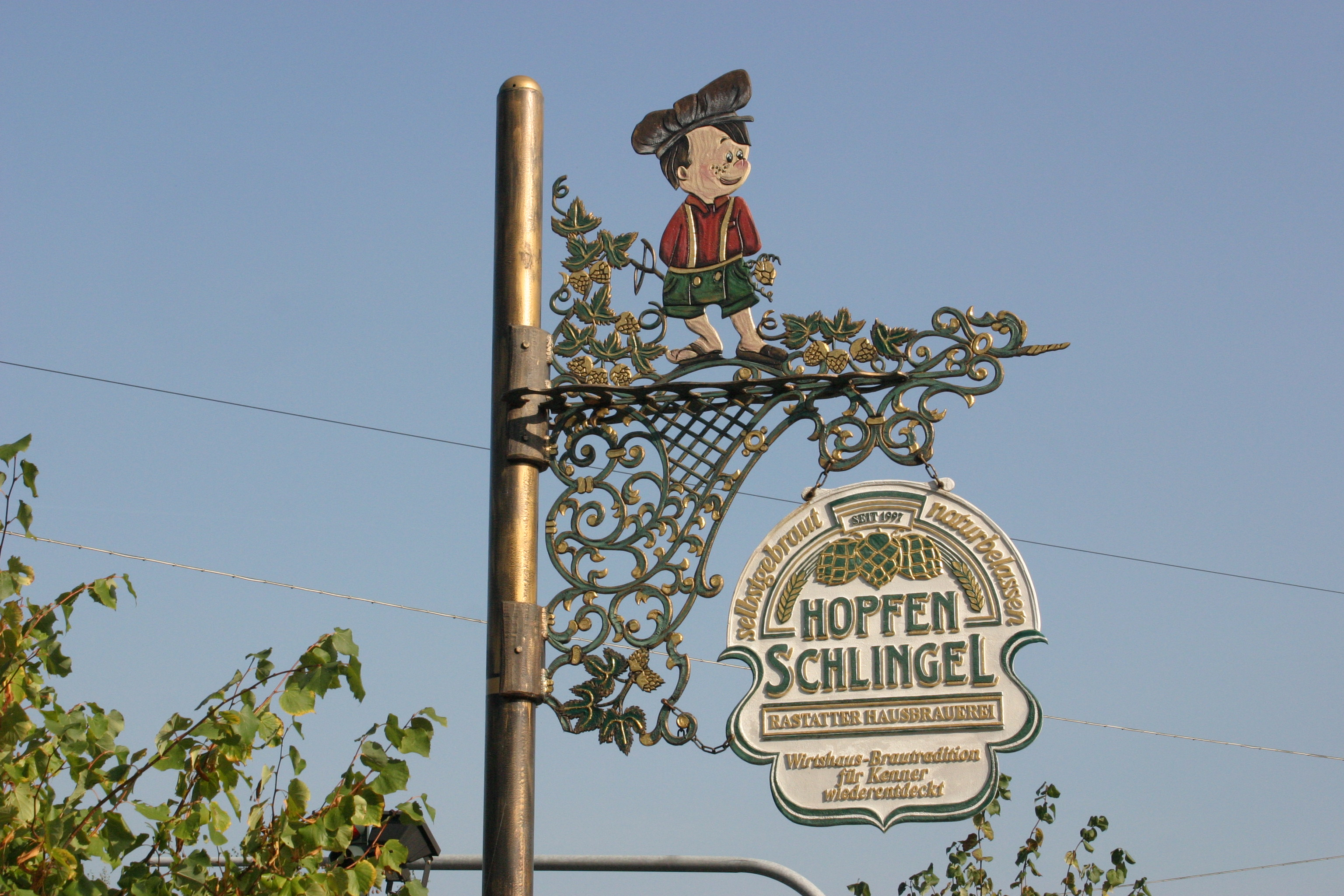
Hopfenschlingel, cervecería
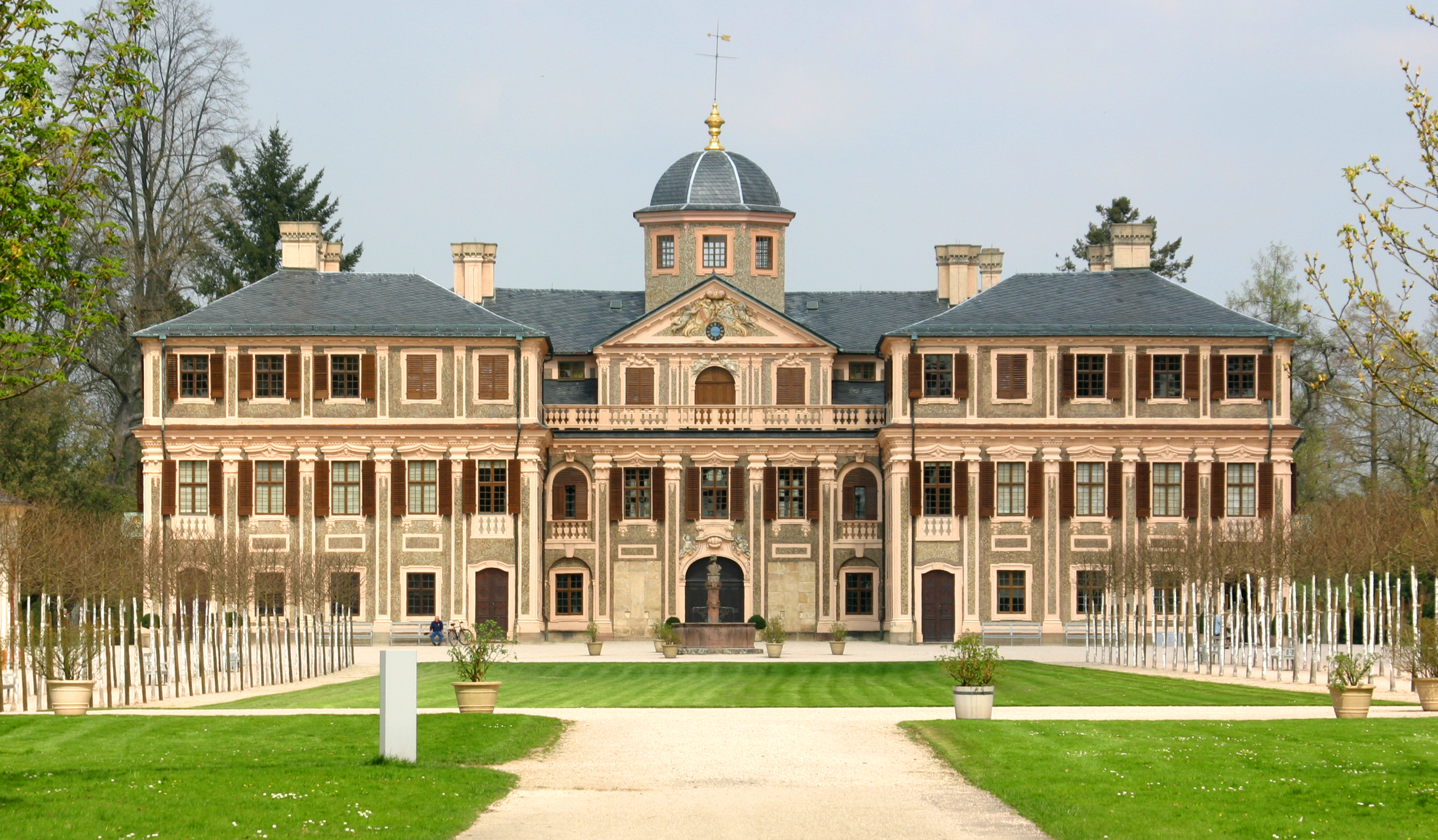
Schloss Favorite
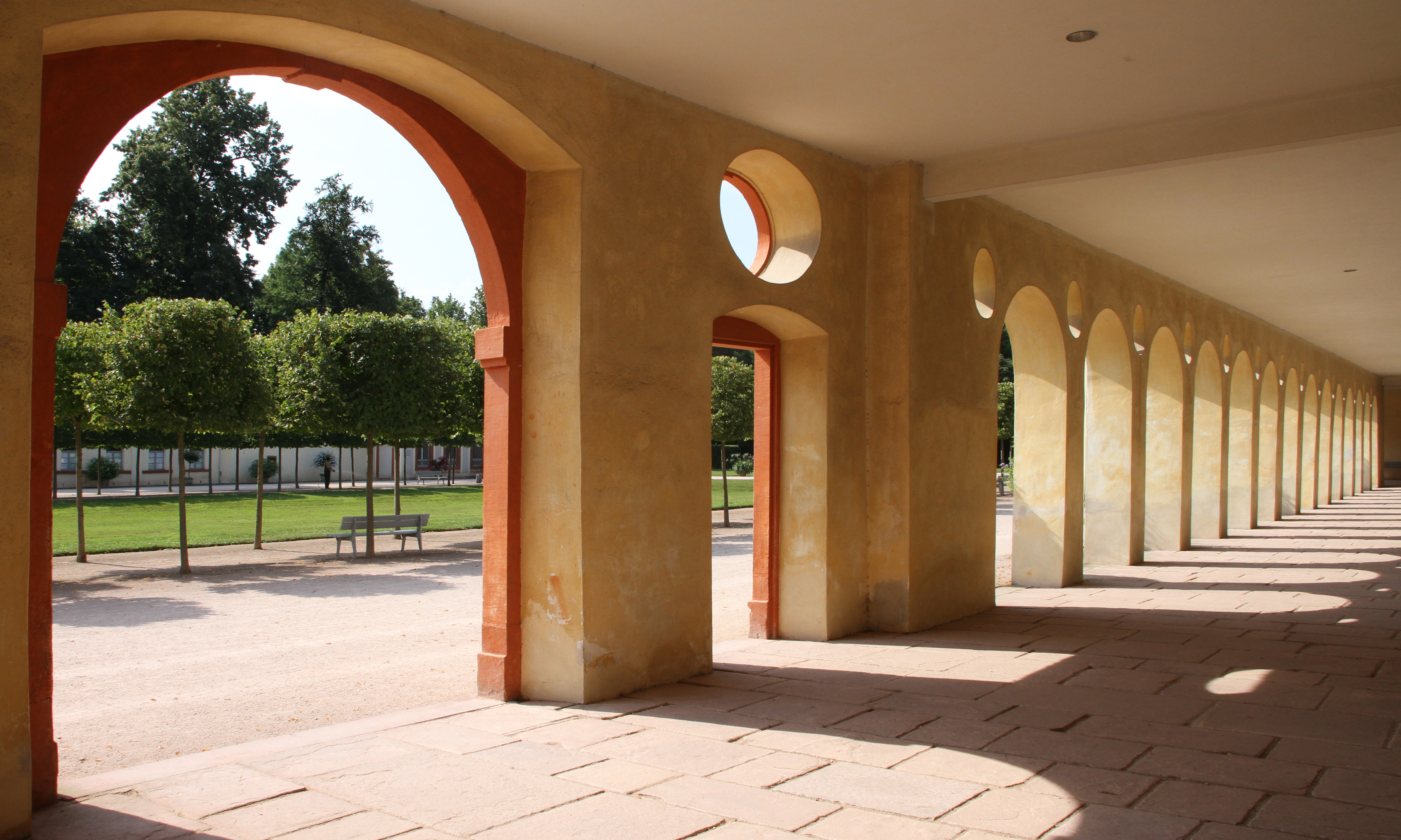
Schloss Favorite